# Змееголовник
Змееголо́вник (лат. Dracocéphalum) — род травянистых растений семейства Яснотковые (Lamiaceae).
Цветки по форме напоминают змеиную голову, отсюда и латинское название — Dracocephalum, от греч. δράκων (дракон, змея) и κεφαλή (голова). У Владимира Даля в его Словаре в качестве русского названия рода приводится название «драконова голова».

## Ботаническое описание

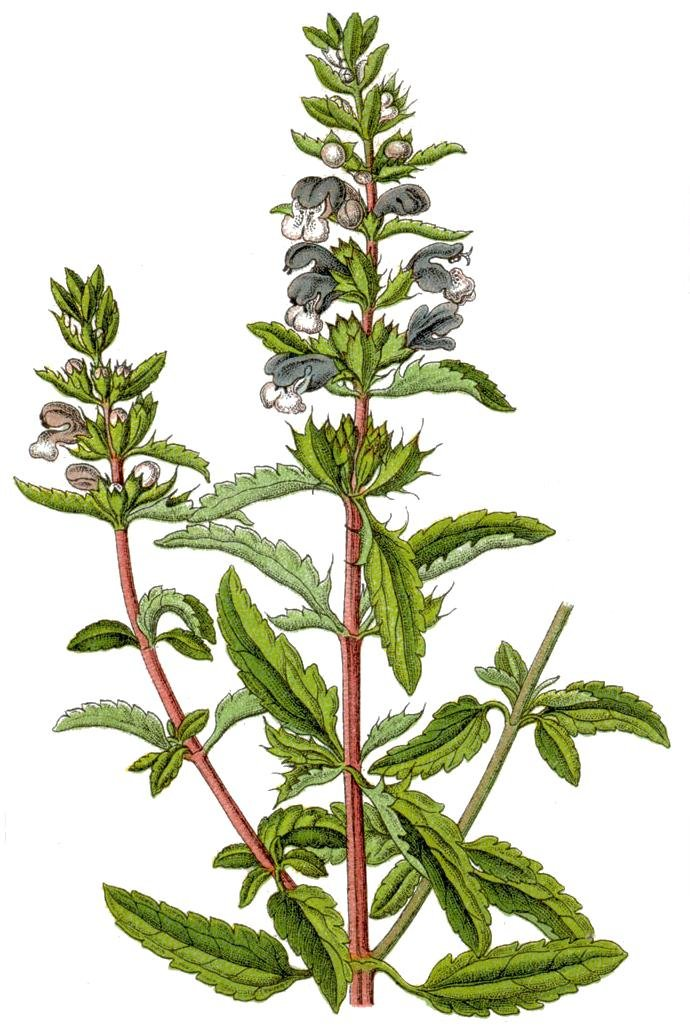
.

Многолетние или однолетние травянистые растения, полукустарнички. Стебли голые, восходящие или стелющиеся, простые или разветвленные. Листья цельные или перисто-рассечённые, сидячие или на черешках, цельнокрайные или зубчатые.
Соцветия плотные или расставленные, ложные мутовки 2—6-цветковые или многоцветковые. Прицветники перисто-рассечённые или цельные, остисто-зубчатые или цельнокрайные, короче или длиннее чашечки. Чашечка неясно двугубая (пятизубчатая, с более крупным верхним зубцом) или резко двугубая, прямая или согнутая; центральный зубец верхней губы ланцетный, обратнояйцевидный, почти равен или шире боковых, желваки расположены между зубцами верхней и нижней губ или между зубцами нижней губы. Венчик значительно или едва длиннее чашечки, голубой, синий, фиолетовый, лиловый, палевый, розовый, красноватый, редко белый; двугубый: верхняя губа прямая, согнутая или дугообразная, выемчатая, нижняя губа трёхлопастная. Тычинки двусильные, скрыты под верхней губой венчика, пыльники голые.
Плод — гладкий орешек.

## Распространение и экология
Насчитывается более 70 видов, растущих большей частью в Европе и Северной Азии. Один вид — в Северной Америке.
В Европейской России встречается несколько видов.

## Культивирование
Некоторые виды разводятся как полезные растения, например, Змееголовник канарский (Dracocephalum canariense) (лимонная травка), родом с Канарских островов; цветки его очень ароматны, а листья сильно пахнут камфорой и скипидаром и употребляются как нервно-успокоительное средство.
Змееголовник молдавский (Dracocephalum moldavica) (турецкая мелисса) с белыми или голубыми цветками — очень ароматное растение, пахнущее мелиссой, дико растёт в Турции, Молдавии, в Северной Азии.
Некоторые виды змееголовника разводятся как декоративные растения.

## Классификация

### Таксономия
Dracocephalum L., 1753, Sp. Pl. : 594
Род Змееголовник относится к семейству Яснотковые (Lamiaceae) порядка Ясноткоцветные (Lamiales), который последовательно входит в вышестоящие клады Ламииды → Астериды → Суперастериды → Эвдикоты → Цветковые растения. Таксономическая схема в соответствии с Системой APG IV по состоянию на декабрь 2023 года:
|  |                          |  |                                   |                                   |                      |  | еще 23 семейства |               |                  |                                                             |
|  |                          |  |                                   |                                   |                      |  |                  |               |                  | 75 подтвержденных видов и 17 видов, ожидающих подтверждения |
|  |                          |  |                                   | порядок Ясноткоцветные            |                      |  |                  |               | род Змееголовник |                                                             |
|  |                          |  |                                   | порядок Ясноткоцветные            |                      |  |                  |               | род Змееголовник |                                                             |
|  | клада Цветковые растения |  |                                   |                                   | семейство Яснотковые |  |                  |               |                  |                                                             |
|  | клада Цветковые растения |  |                                   |                                   |                      |  |                  |               |                  |                                                             |
|  |                          |  | ещё 63 порядка цветковых растений | ещё 63 порядка цветковых растений |                      |  |                  | еще 267 родов | еще 267 родов    |                                                             |
|  |                          |  |                                   | ещё 63 порядка цветковых растений |                      |  |                  |               | еще 267 родов    |                                                             |

## Виды
- Dracocephalum adylovii I.I.Malzev — Змееголовник Адылова
- Dracocephalum aitchisonii Rech.f.
- Dracocephalum argunense Fisch. ex Link — Змееголовник аргунский
- Dracocephalum aucheri Boiss.
- Dracocephalum austriacum L.
- Dracocephalum bipinnatum Rupr.
- Dracocephalum botryoides Steven
- Dracocephalum breviflorum Turrill
- Dracocephalum bullatum Forrest ex Diels
- Dracocephalum butkovii Krassovsk.
- Dracocephalum calophyllum Hand.-Mazz.
- Dracocephalum charkeviczii Prob. — Змееголовник Харкевича
- Dracocephalum discolor Bunge — Змееголовник разноцветный, или Змееголовник двуцветный
- Dracocephalum diversifolium Rupr. — Змееголовник разнообразнолистный
- Dracocephalum ferganicum Lazkov
- Dracocephalum foetidum Bunge — Змееголовник вонючий
- Dracocephalum formosum Gontsch. — Змееголовник красивый
- Dracocephalum forrestii W.W.Sm.
- Dracocephalum fragile Turcz. ex Benth. — Змееголовник ломкий
- Dracocephalum fruticulosum Steph. ex Willd. — Змееголовник кустарничковый
- Dracocephalum grandiflorum L. — Змееголовник крупноцветковый
- Dracocephalum heterophyllum Benth.
- Dracocephalum hoboksarensis G.J.Liu
- Dracocephalum imberbe Bunge — Змееголовник безбородый
- Dracocephalum imbricatum C.Y.Wu & W.T.Wang
- Dracocephalum integrifolium Bunge — Змееголовник цельнолистный
- Dracocephalum isabellae Forrest ex W.W.Sm.
- Dracocephalum jacutense Peschkova — Змееголовник якутский
- Dracocephalum junatovii A.L.Budantsev — Змееголовник Юнатова
- Dracocephalum kafiristanicum Bornm.
- Dracocephalum karataviense Pavlov & Roldugin — Змееголовник каратавский
- Dracocephalum komarovii Lipsky — Змееголовник Комарова
- Dracocephalum kotschyi Boiss.
- Dracocephalum krylovii Lipsky — Змееголовник Крылова
- Dracocephalum lindbergii Rech.f.
- Dracocephalum longipedicellatum Muschl.
- Dracocephalum microflorum C.Y.Wu & W.T.Wang
- Dracocephalum moldavica L. — Змееголовник молдавский
- Dracocephalum multicaule Montbret & Aucher ex Benth.
- Dracocephalum multicolor Kom.
- Dracocephalum nodulosum Rupr. — Змееголовник узловатый
- Dracocephalum nuratavicum Adylov — Змееголовник нуратавский
- Dracocephalum nuristanicum Rech.f. & Edelb.
- Dracocephalum nutans L. — Змееголовник поникший
- Dracocephalum oblongifolium Regel — Змееголовник продолговатолистный
- Dracocephalum olchonense Peschkova — Змееголовник ольхонский
- Dracocephalum origanoides Steph. ex Willd. — Змееголовник душицевидный
- Dracocephalum palmatoides C.Y.Wu & W.T.Wang
- Dracocephalum palmatum Steph. ex Willd. — Змееголовник дланевидный
- Dracocephalum parviflorum Nutt.
- Dracocephalum paulsenii Briq. — Змееголовник Паульсена
- Dracocephalum peregrinum L. — Змееголовник иноземный
- Dracocephalum pinnatum L. — Змееголовник перистый
- Dracocephalum polychaetum Bornm.
- Dracocephalum popovii T.V.Egorova & Sipliv. — Змееголовник Попова
- Dracocephalum propinquum W.W.Sm.
- Dracocephalum psammophilum C.Y.Wu & W.T.Wang
- Dracocephalum purdomii W.W.Sm.
- Dracocephalum renati Emb.
- Dracocephalum rigidulum Hand.-Mazz.
- Dracocephalum rupestre Hance
- Dracocephalum ruyschiana L. — Змееголовник Рюйша, или Змееголовник Руйша
- Dracocephalum schischkinii Strizhova
- Dracocephalum scrobiculatum Regel — Змееголовник ямчатый
- Dracocephalum spinulosum Popov — Змееголовник колючий
- Dracocephalum stamineum Kar. & Kir. — Змееголовник тычиночный
- Dracocephalum stellerianum Hiltebr. — Змееголовник Стеллера
- Dracocephalum subcapitatum (Kuntze) Lipsky
- Dracocephalum surmandinum Rech.f.
- Dracocephalum taliense Forrest ex W.W.Sm.
- Dracocephalum tanguticum Maxim.
- Dracocephalum thymiflorum L. — Змееголовник тимьяноцветковый
- Dracocephalum truncatum Y.Z.Sun ex C.Y.Wu
- Dracocephalum velutinum C.Y.Wu & W.T.Wang
- Dracocephalum wallichii Sealy
- Dracocephalum wendelboi Hedge